# Frunzeni (okręg Marusza)
Frunzeni – wieś w Rumunii, w okręgu Marusza, w gminie Lunca. W 2011 roku liczyła 467 mieszkańców.